# Adam Levine
Adam Noah Levine, född 18 mars 1979 i Los Angeles, är en amerikansk sångare, låtskrivare, musiker, musikproducent och skådespelare. Han är med i poprockbandet Maroon 5. Levine är också coach i den amerikanska versionen av underhållningsprogrammet The Voice. Han har flera gånger gjort inhopp i sketchprogrammet Saturday Night Live.
2012 till 2013 hade Levine en roll i TV-serien American Horror Storys andra säsong. Han har också medverkat i filmen Sånger från Manhattan.

## Bakgrund
Adam Levine föddes i Los Angeles, son till Fred och Patsy (född Noah). Han har en bror som heter Michael. Fadern har judiskt ursprung. Trots att modern inte är judinna identifierar sig Levine ändå som jude. Han valde dock att inte ha någon Bar Mitzvah med förklaringen: "Det kändes som om många barn försökte tjäna pengar på det... Jag tycker bara inte att det är respektfullt mot gud."
Som tonåring fick Levine diagnosen ADHD. Levine gick i French Woods Festival of the Performing Arts Camp i Hancock, New York och tog examen från Brentwood School 1997.

## Privatliv
I fyra år hade Levine ett förhållande med Vogue-redaktören Jane Herman. Han har även haft ett förhållande med Victoria's Secret-modellen Anne Vyalitsyna vilket varade i två år. Efter att ha varit ett par sedan 2012 gifte sig Levine med Victoria's Secret-modellen Behati Prinsloo 19 juli 2014. Paret har två barn.

## Media
2013 blev Levine utsedd till världens sexigaste man av tidningen People. Han blev därmed den första sångaren och den första personen (efter John F. Kennedy Jr.) som inte är skådespelare att få utmärkelsen.
2012 rankade Shalom Life honom på sjunde plats på listan "Topp 50 hetaste judarna i världen. 2011 strippade Levine naken för tidningen Cosmopolitan.

## Diskografi

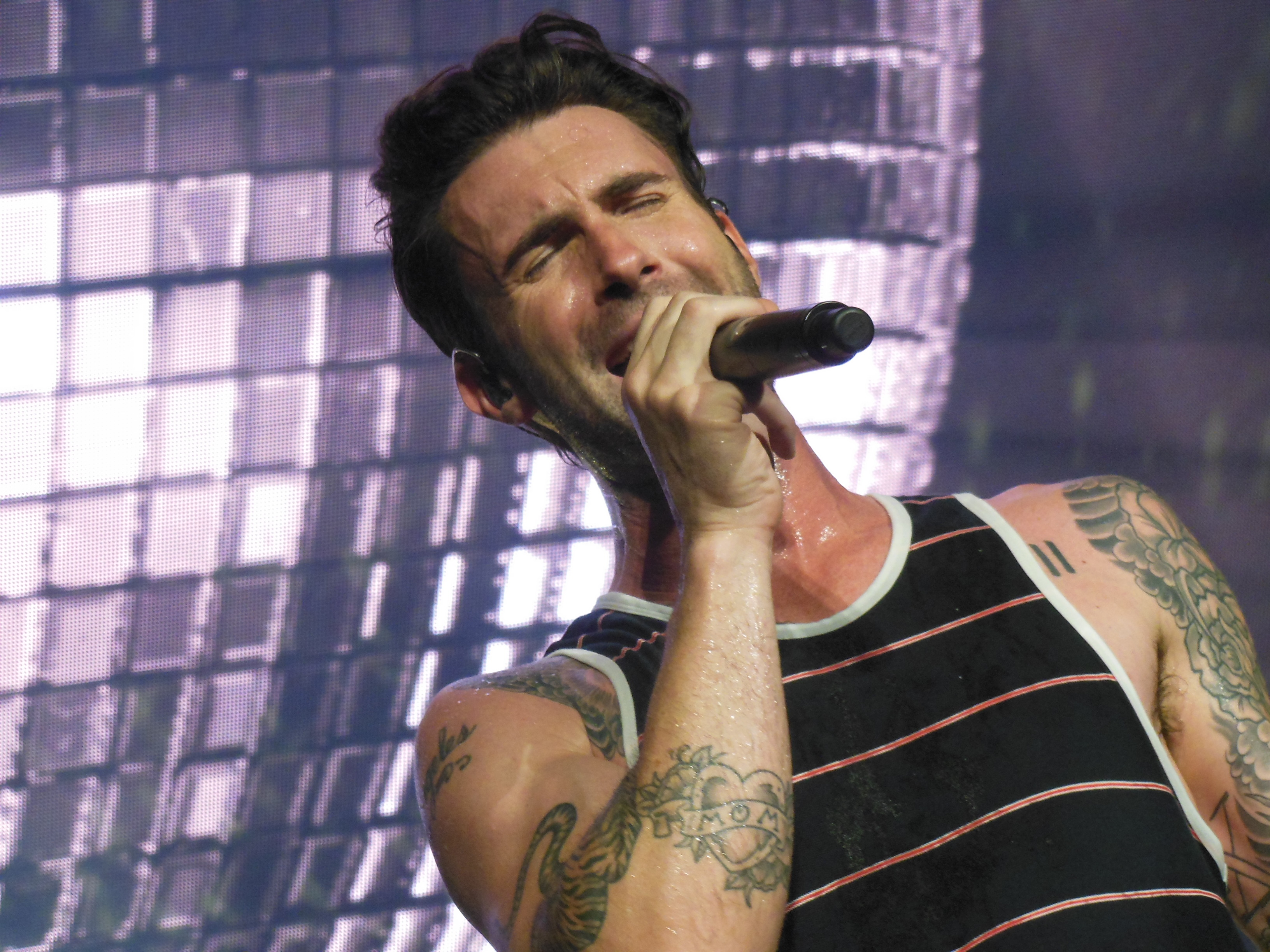
Adam Levine på scen 2013.

### Tillsammans med andra
| År   | Artist              | Titel                                                           | Album                            |
| ---- | ------------------- | --------------------------------------------------------------- | -------------------------------- |
| 2005 | Ying Yang Twins     | "Live Again" (feat. Adam Levine)                                | U.S.A. (United State of Atlanta) |
| 2005 | Kanye West          | "Heard 'Em Say" (feat. Adam Levine)                             | Late Registration                |
| 2005 | Alicia Keys         | "Wild Horses (The Rolling Stones Cover)" (feat. Adam Levine)    | Unplugged                        |
| 2007 | Natasha Bedingfield | "Say It Again" (feat. Adam Levine)                              | N.B. & Pocketful of Sunshine     |
| 2009 | K'naan              | "Bang Bang" (feat. Adam Levine)                                 | Troubadour                       |
| 2010 | Slash               | "Gotten" (feat. Adam Levine)                                    | Slash                            |
| 2011 | Gym Class Heroes    | "Stereo Hearts" (feat. Adam Levine)                             | The Papercut Chronicles II       |
| 2011 | Javier Colon        | "Man in the Mirror (Michael Jackson Cover)" (feat. Adam Levine) | —                                |
| 2012 | Tony Lucca          | "Yesterday (The Beatles Cover)" (feat. Adam Levine)             | —                                |
| 2012 | 50 Cent             | "My Life" (feat. Eminem & Adam Levine)                          | Street King Immortal             |
| 2013 | The Lonely Island   | "YOLO" (feat. Adam Levine & Kendrick Lamar)                     | The Wack Album                   |
| 2015 | R-City              | "Locked Away" (feat. Adam Levine)                               |                                  |

## Filmografi
| År        | Titel                         | Roll         | Anmärkning                                 |
| --------- | ----------------------------- | ------------ | ------------------------------------------ |
| 1997      | Beverly Hills                 | Musikgäst    | TV-serie (avsnittet: "Forgive and Forget") |
| 2011–2014 | The Voice                     | Sig själv    |                                            |
| 2012–2013 | American Horror Story: Asylum | Leo Morrison | TV-serie (4 avsnitt)                       |
| 2013      | Sånger från Manhattan         | Dave         |                                            |